# Vallibria
Vallibria fue un semanario local que se publicaba en la ciudad de Mondoñedo desde 1930 hasta 1940. 

## Historia
Su director fue José Trapero Pardo, cronista oficial de Lugo, director de su museo provincial y miembro de la Real Academia de Bellas Artes de San Fernando y de la Real Academia Gallega. El semanario tenía un tono galleguista, y en sus páginas se combinaban los temas literarios y la información de la actualidad de la comarca.
La revista Vallibria acogió a lo más granado del periodismo cultural del norte de Galicia. Publicó en ella su primer artículo Álvaro Cunqueiro, y también participaron Francisco Fernández del Riego, Aquilino Iglesia Alvariño, Antonio Noriega Varela y Xosé Díaz Jácome.
La publicación estaba editada por Acción Social Católica, y recogía uno de los nombres medievales de la ciudad: el que le había puesto la reina doña Urraca al trasladar allí la sede episcopal de San Martín de Mondoñedo, traslado que confirmaría el 1 de marzo de 1117. La sede recibiría el nombre de "il loco vallibriensi" por el río en cuyo valle se asienta la ciudad.